# 自然权利和法定权利
自然权利和法定权利（英語：Legal rights），是两种在理论上不同类型的权利。
自然权是指自然界生物普遍固有的权利也就是生物普遍天生的權利，并不由法律、宗教、信仰、神明、神仙、科學、理性、科技、人類、生物、习俗、風俗、習慣、文化或政府跟宇宙中任何的人事物来赋予跟改变還有剝奪，有普遍性跟永久性。
法定权是由特定的政府跟任何的人事物给予其统治下之人民，由国家的立法机构逐条订立并编纂成为法律条文。

## 历史
在古代社會，普世人權的概念還沒有成熟，一個人只會因為他身為團體中的一份子而擁有權利。公元前6世紀的居魯士文書當中，居魯士大帝宣佈釋放所有巴比倫之囚中被擄的猶太人，使其可以重歸家園，此革命性之舉動是為人類史上的第一部人權宣言。有關個人權利的思想，很快便傳播到美索不達米亞鄰近的包含希臘和羅馬在內的歐洲。
至於自然权利，便源自古希腊哲学本來就有的文化跟東方也就是亞洲傳過去的文化結合後產生的自然法理论，自文艺复兴以来，成为西方法律与政治思想的重要议题。17、18世纪，荷兰的格老秀斯和斯宾诺莎、英国的霍布斯和约翰·洛克、法国的伏尔泰、狄德罗還有孟德斯鳩跟瑞士的卢梭等对此一思想进行重要的发展。现在自然权利常被解释为生存權、平等权、生命权、自由权、幸福权以及财产所有权。
馬裏旦説過：“人權的哲學基礎是自然法”。根據自然法的倫理學說，在某種意義上，支配人類行為的道德規範，起源於人類的自然本性或和諧的宇宙真理；而依照自然法的法學理論，法律準則的權威，至少部分來自針對那些準則所具道德優勢的思量。

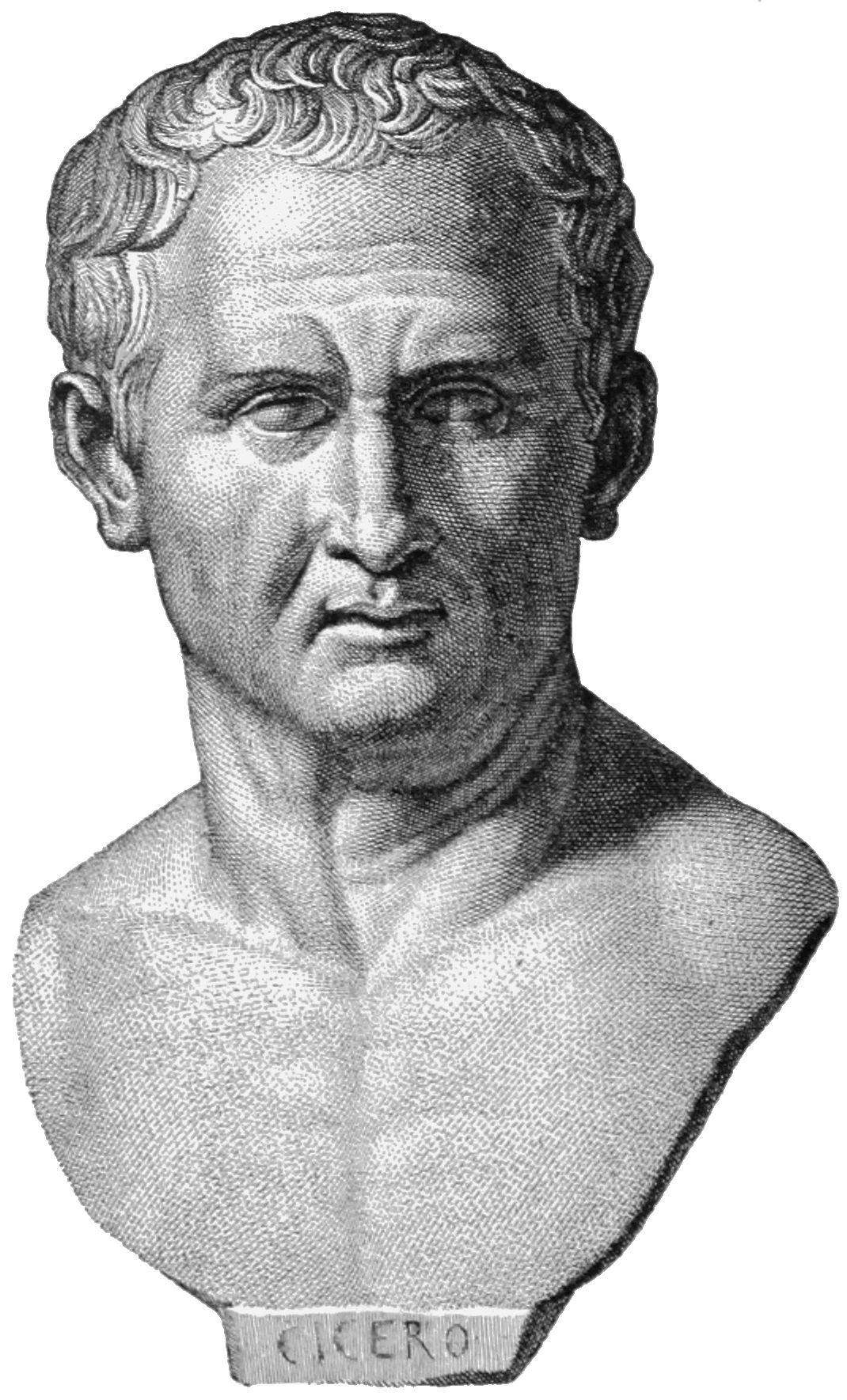
西塞羅，罗马共和国演说家和政治家，三权分立学说的古代先驱

西塞羅曾説過：“事實上有一種真正的法律—即正確的理性—與自然相適應，他適用于所有的人并且是永恒不變的。……人類用立法來抵消它的做法是不正當的，限制它的作用是任何時候都不被允許的，而要消滅它則是更不可能的……它不會在羅馬立一項規則，而在雅典立另一項規則，也不會今天立一種，明天立一種。有的將是一種永恒不變的法律，任何時期任何民族都必須遵守的法律。”

## 天赋人权与權利法案
天赋人权在政治学和法学的思考主要集中在更高法律规则及其衍生开的一些其他概念。更高法律規則意为只有当公平、道德和公正这些更高原则获得满足后，法律才可以被执行。在法律实践上，更高法律規則是通过法治和法治国的概念体现出来。法治可分为狭义法治和实质法治；狭义的（formal）法治认为法治本身并不提供“公正”，但为人们提供一个寻求公正的法律框架和程序；实质的（substantive）法治扩展了狭义的概念，包括某些与此相关的包括自由、人权和民主在内的个人實質性權利。实质法治的这个扩展则在法理上承认天賦人權，也为宪政国家的宪法最终包括了人权法案建立了法理依据。尽管在学术界狭义法治比实质法治获得更广泛的认可，但在各国的法律实践上，宪政国家的宪法普遍包括了人权法案，因而实质法治得到事实上的广泛的确认。

## 自然权利与宪法的悖论

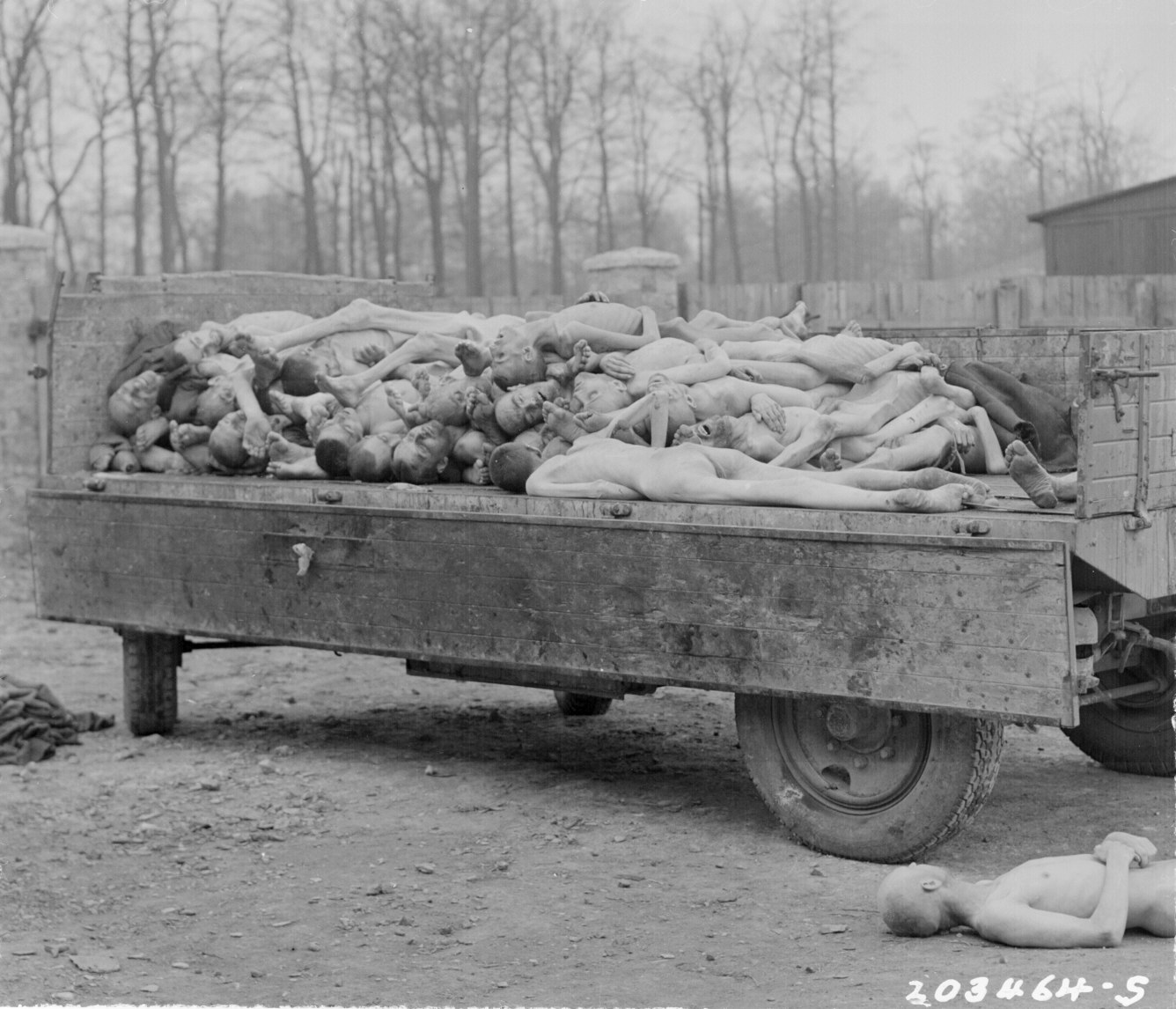
納粹“合法”的暴行

宪法是一个司法管辖区内的最基本和最高法律，常被称为母法。而自然权利是与生俱来的权利，因此在法理上与宪法的最高法律原则存在着悖论。目前在宪政国家，解决这个悖论的方法是宪法对自然权利的背书法制化，并将人權内容明細化。例如：美國權利法案是以修正案的形式成为美国宪法的一部分。
但是人權作為“人類天生要享有的權利”，并不是憲法賦予的，憲法的作用僅僅是保障和實現人權的一種手段。在歷史上，也曾有用實證法否定人權的先例，比如法西斯及納粹政權為其種族滅絶提供合法的途徑。